# Запасенье
Запасенье (бел. Запасенне), также Буда (бел. Буда) — деревня в Червенском районе Минской области. Входит в состав Валевачcrого сельсовета.

## Географическое положение
Находится примерно в 15 км к северо-западу от райцентра, 47 км от Минска, в 2 километрах (по автодороге, по прямой в 0,5 км) от трассы M-4 Минск—Могилëв.

## История
В письменных источниках впервые упоминается в XVIII веке. На 1800 год деревня в составе Игуменского уезда Минской губернии, насчитывавшая 5 дворов и 30 жителей и являвшаяся шляхетской собственностью. Буда — изначально другая деревня, ныне исчезнувшая, располагавшаяся к северо-востоку от Запасенья. В конце XIX века имение Буда входило в состав Гребёнской волости, состояло из одного двора, где насчитывалось 89 жителей. Согласно переписи населения Российской империи 1897 года здесь проживали 88 человек, функционировали церковь и винокурный завод. На 1917 год 85 жителей. Вскоре после установления Советской власти, в 1922 году, на месте имения был построен посёлок. На 1930-е годы деревня Запасенье насчитывала 14 дворов, Буда — ещё 2 двора. Сейчас на территории Буды находятся здания фермы и бывшей школы. Впоследствии название Буда закрепилось за самим Запасеньем. Перед Великой Отечественной войной в деревне было 30 домов, проживал 201 человек. Во время войны было разрушено 14 домов, убито 4 человека. На 1960 год деревня Запасонье, её население составляло 123 человека. В 1980-е годы деревня относилась к колхозу имени М. В. Фрунзе, здесь функционировала животноводческая ферма, был магазин. На 1997 год в деревне было 33 домохозяйства, проживали 63 человека. На 2013 год 15 жилых домов, 30 жителей.

## Население
- 1800 — 5 дворов, 30 жителей.
- 1897 — 1 двор, 88 жителей
- 1908 — 1 двор, 89 жителей
- 1917 — 1 двор, 85 жителей
- 1926 —
- 1940 — 30 дворов, 201 житель
- 1960 — 123 жителя.
- 1997 — 33 двора, 63 жителя.
- 2013 — 15 дворов, 30 жителей.